# 이회수
이회수(李懷秀, ?~?)는 거란 요련씨(遙輦氏)의 두 번째 가한이다. 본명은 요련조리(遙輦俎里) 또는 적련조리(迪輦俎里)라고도 한다. 735년, 가돌우가 일당을 이끌고 송막도독부 도독 이과절(李過折)을 살해하였고, 돌궐과 결탁한 요련조리를 조오가한(阻午可汗)으로 옹립하였다. 745년, 돌궐이 멸망한 후 거란을 이끌고 당나라에 투항하자, 당 현종은 이회수라는 중국식 이름을 내려주고, 외손녀 독고씨 정악공주(靜樂公主)로 하여금 혼인하게 하였다. 그러나 1년도 못 가 이회수는 안록산의 난 때 부인 정악공주를 살해하고 해족(奚族)과 함께 당나라에 반란하였다. 이후 안록산과 여러 차례 교전하기도 했다. 요나라 건립후에 자손이 요련구장 중의 하나가 되었다.

## 가계
- 아버지 : 요련씨(遙크氏)
- 어머니 : 미상(未詳)
  - 문신 : 이회수(李懷秀)
  - 부인 : 독고씨 정악공주(獨孤氏 靜樂公主)